# 南武芸村
南武芸村（みなみむげむら）は、かつて岐阜県武儀郡にあった村である。
合併で武芸村（後に町制施行で改称し、武芸川町）となったが、一部地域は関市に編入されている。武芸川町は2005年（平成17年）2月7日に関市に編入されており、かつての南武芸村の区域は現在は関市である。
村名は、武儀郡の旧称「武藝郡」に由来するとも、武芸谷の南部に位置しているとも言われている。

## 歴史
- 江戸時代末期（幕末の廃藩置県の時期）に、この地域は天領及び尾張藩領、岩村藩領であった。
- 1897年（明治30年）4月1日 - 高野村、八幡村、小知野村、広見村、跡部村が合併し、南武芸村となる。
- 1956年（昭和31年）9月29日 -
  - 南武芸村のうち、旧・広見村が分割されて関市に編入される。
  - 東武芸村と南武芸村の大部分地域が新規合併し、武芸村となる。

## 教育
- 南武芸村立博愛小学校 （現・関市立博愛小学校）
- 南武芸村立博愛中学校 （1965年廃校）

## 神社
- 武芸八幡宮